# V439 d'Andròmeda
V439 d'Andròmeda (V439 Andromedae) és un estel de magnitud aparent +6,13 enquadrat a la constel·lació d'Andròmeda. S'hi troba, d'acord a la nova reducció de les dades de paral·laxi d'Hipparcos, a 44,6 anys llum de distància del sistema solar.

## Pertinença a associacions estel·lars
V439 d'Andròmeda forma part de l'Associació estel·lar d'Hèrcules-Lira —definida per primera vegada el 2004—, a la qual també pertanyen υ Aquarii, HN del Pegàs i EX de la Balena, entre d'altres. Així mateix, també ha estat inclosa en la jove Associació d'Eta del Camaleó, descoberta per Mamajek et al. el 1999.

## Característiques físiques
V439 d'Andròmeda és una nana taronja de tipus espectral K0V, un estel que, com el Sol, fusiona el seu hidrogen nuclear, però és més freda i tènue que aquest. Així, té una temperatura efectiva de 5.400 K i la seva lluminositat bolomètrica —en totes les longituds d'ona— equival al 62% de la lluminositat solar. De menor grandària que el Sol, el seu radi correspon al 88% del radi solar. Gira sobre si mateixa amb una velocitat de rotació projectada de 6,5 km/s, sent el seu període de rotació igual o inferior a 5,7 dies.
Presenta un excés en la radiació infraroja emesa tant a 24 μm com a 70 μm. Amb una massa amb prou feines un 2% menor que la del Sol, no existeix consens quant a la seva edat. Encara que indubtablement és més jove que el nostre Sol, diversos estudis li atorguen una edat de 200 milions d'anys, un altre 20 milions d'anys i un treball més recent —basant-se en la seva pertinença a l'Associació estel·lar d'Eta Chamaeleontis— redueix aquesta xifra a només 8 milions d'anys.

## Composició elemental
V439 d'Andròmeda evidencia un contingut metàl·lic una mica per sobre del solar, sent el seu índex de metal·licitat [Fe/H] = +0,16. Els nivells d'altres elements com alumini, calci, titani, vanadi, crom i níquel segueixen la mateixa pauta, mentre que el magnesi mostra una menor abundància relativa, pràcticament igual a la del Sol.

## Variabilitat
V439 d'Andròmeda està catalogada com a variable BY Draconis en el Catàleg General d'Estrelles Variables. En aquestes variables —entre les quals s'expliquen les també nanes taronges 61 del Cigne A o 12 del Serpentari— les variacions de lluminositat estan produïdes per la presència de taques a la superfície estel·lar o un altre tipus d'activitat cromosfèrica. L'amplitud de variació de V439 d'Andròmeda és de 0,04 magnituds.